# Rayan
Ne doit pas être confondu avec Ryan.
 (décembre 2020).
Si vous disposez d'ouvrages ou d'articles de référence ou si vous connaissez des sites web de qualité traitant du thème abordé ici, merci de compléter l'article en donnant les références utiles à sa vérifiabilité et en les liant à la section « Notes et références ».
Rayan (en arabe : ریان Rāyān), s'écrivant aussi Rayane, Ryan, Ryane, Rayyan, ou encore Rayene, est un prénom mixte. 
Rayan est un prénom hybride entre deux civilisations différentes, perse et celtique : d'origine arabe, « Rayane » est issu de l'adjectif rayyan qui signifie brillant, épanoui, beau ; d'origine celte, « Ryan » signifie rig, que l'on peut traduire par « roi ». Le rapprochement des deux peuples indo-européens, qui avaient deux mots proches par la phonétique mais de sens très éloigné a donné ce prénom. 
Vulgairement, puisqu'il est sans véritable signification, on pourrait le traduire par « le roi épanoui », qui correspondrait dès lors à l'adjectif « majestueux ».
Dans l’Islam, Rayane  ( signification : celui qui arrose    ريّان   )  est un prénom tiré de El Rayane, la porte du Paradis par laquelle entrent les jeûneurs.
- Pour l'ensemble des articles sur les personnes portant ce prénom, consulter :
  - la liste des articles dont le titre commence par ce prénom
  - les listes produites par Wikidata : Liste des personnes de prénom « Rayan » — même liste en incluant les éventuels prénoms composés qui contiennent « Rayan ».